# Estación Marechal Deodoro
Marechal Deodoro es una estación de la Línea 3-Roja del Metro de São Paulo. Fue inaugurada el día 17 de diciembre de 1988. Está ubicada en la Plaza Marechal Deodoro, s/n.

## Características
Estación subterránea con entrepiso de distribución y plataformas laterales superpuestas, estructura en concreto aparente y aberturas para iluminación natural. Posee acceso para portadores de discapacidades físicas.
Tiene una capacidad de hasta 20.000 pasajeros por día, con una área construida de 12.580m².

## Curiosidades
Esta estación fue construida con vías superpuestas (una encima de la otra, en niveles distintos), al igual que la Estación São Bento, debido al hecho de que el método de construcción utilizado en la línea, de fosa a cielo abierto, obligaba a la construcción a ser realizada en la superficie, cavando una fosa, normalmente en una calle, siguiendo el trayecto de la línea, y, en esa fosa, construir la línea, y, luego de concluidas las obras, la fosa es cubierta y la calle reconstruida. En este caso, la calle en que pasa la línea, la Calle de las Palmeras, no es tan ancha como para que quepan las dos líneas simultáneamente, obligando a montar una sobre la otra.

## Tabla
| Sigla | Estación         | Inauguración            | Capacidad                  | Integración              | Plataformas            | Posición    | Comentarios                                  |
| ----- | ---------------- | ----------------------- | -------------------------- | ------------------------ | ---------------------- | ----------- | -------------------------------------------- |
| DEO   | Marechal Deodoro | 17 de diciembre de 1988 | 20 mil pasajeros hora/pico | Bilhete Único de SPTrans | Laterales superpuestas | Subterránea | Estación con estructura de concreto aparente |